# Église Notre-Dame d'Achères
Pour les articles homonymes, voir Église Notre-Dame.
L'église Notre-Dame d'Achères est une église catholique située sur la commune d'Achères, dans le département du Cher, en France.

## Historique
Cette église devient en 1075, la propriété de l'abbaye de Saint-Sulplice de Bourges et y établi un prieuré sous le vocable de Notre-Dame.
Par la suite, en 1744, une chapelle est érigée par le l'archevêque de Bourges, Frédéric-Jérome de La Rochefoucauld.
L'édifice est inscrit au titre des monuments historiques par arrêté du 17 février 1987.